# WFUV
WFUV est une station de radio musicale américaine, non commerciale et affiliée au réseau de radiodiffusion public NPR, diffusant ses programmes sur la ville de New York sur la fréquence 90,7 FM. La station a un format radio dit adult album alternative, caractérisé par une programmation musicale principalement orientée rock alternatif et rock indépendant.
Elle est gérée par l'université Fordham, ses locaux et son antenne, d'une puissance de 47000 watts, étant situés sur le campus de l'université, dans le Bronx.

## Histoire

### Lancement

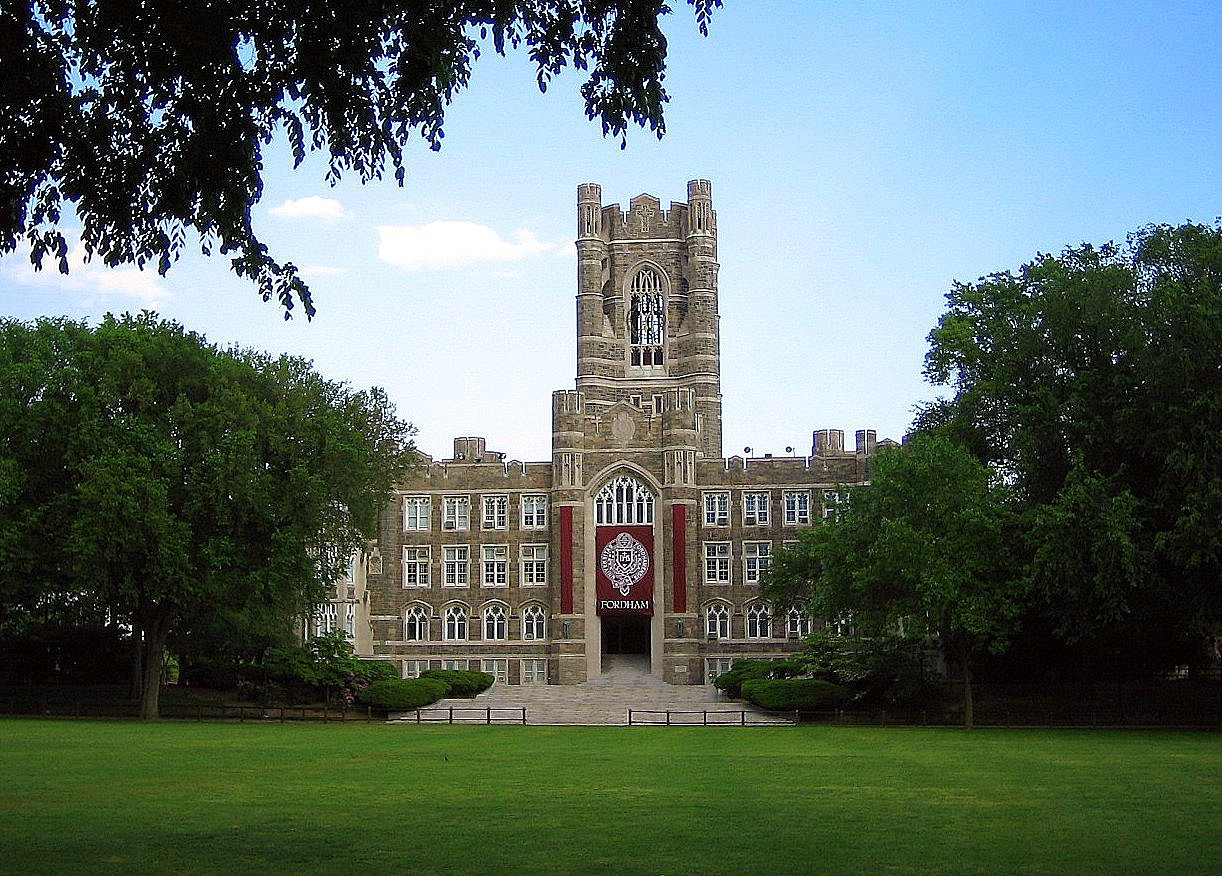
Le Keating Hall, situé sur le campus de l'université Fordham, abrite, depuis la création de la radio en 1947, les locaux de la station.

La station est lancée dans le courant de l'année 1947, devenant à ce titre la première station de radio universitaire de la ville de New York,,. La FCC, l'autorité fédérale américaine de régulation de l'audiovisuel, avait réservé cinq fréquences sur la ville de New York afin de pouvoir accueillir de futures radios à vocation éducative. 
WFUV, station de l'université Fordham, est la première station à bénéficier de l'une de ces fréquences. Elle reçoit une autorisation temporaire d'émettre de la FCC, et débute ses tests au milieu du mois de juin. Son émetteur, d'une puissance de 1000 watts, lui permet de d'émettre sur un rayon de 35 miles (56 kilomètres), distance suffisante pour couvrir l'agglomération de New York et le comté de Westchester. Il est situé sur le toit du Keating Hall, qui abrite également les locaux de la station. Si la programmation prévue par le format approuvé par la FCC est principalement orientée autour de l'information, la station prévoit d'offrir, selon le directeur des programmes de la station le révérend Richard C. Grady, une programmation diverse composée de débats, de bulletins d'information, de fictions, de programmes humoristiques et de musique.
La station commence officiellement à émettre le 7 juillet 1947 sur la fréquence 90,1 FM. C'est un étudiant de l'université, Robert Hanebury, qui prononce les premiers mots à l'antenne, introduisant le programme musical de la matinée. La station ne diffuse d'ailleurs que 6 heures par jour, de 9 à 11 heures en matinée puis de 4 à 8 heures en soirée. La programmation du matin est plus éducative, avec des bulletins d'information, des émissions de débats et des lectures en direct, entrecoupées de pauses musicales. La programmation d'après-midi et de soirée comporte des fictions radiophoniques, un créneau horaire intitulé College of the Air comportant des cours de langues, et notamment des cours d'apprentissage et de diction de la langue française,, des critiques de théâtre, des séminaires et discussions scientifiques, la diffusion en intégralité d'opéras enregistrés, la liste n'étant pas exhaustive.
La station retransmet également les rencontres sportives des Rams de Fordham. C'est notamment Vin Scully, futur commentateur emblématique des matches de baseball des Dodgers de Brooklyn, qui sera le commentateur attitré, deux ans durant, des matches de baseball, football américain et basket-ball des équipes de l'université.

### Années 1950
En 1954, la station étend ses heures de diffusion et arrête ses programmes à 11 heures du soir à l'exception du lundi. Le 5 et 6 mars 1954, la station organise une campagne de dons afin de lever une somme 10000 dollars, nécessaire à la fois au financement de la station et l'acquisition d'un nouvel émetteur ; l'événement prévoit la diffusion, sans discontinuité, de 35 heures de programmes. 
Le 1er octobre 1958, elle commence à diffuser ses programmes en stéréophonie, devenant ainsi la première radio américaine à vocation éducative à utiliser cette technologie.

### Années 1980
Les années 1980 sont marquées par l'arrivée de Ralph Jennings à la tête de la station en 1985, et les importants changements pour la station qu'il a initié : la transformation, par l'affiliation de la station au réseau de radiodiffusion NPR en 1987, de son statut de radio étudiante à un statut de radio professionnelle, de service public, recevant des fonds publics fédéraux, notamment de la Corporation for Public Broadcasting ; l'emploi de personnel professionnel salarié à plein temps ; et la croissance importante de son nombre d'auditeurs.

## Programmation
La programmation de la station a fortement évolué au cours de son histoire, les émissions de la station étudiante des premières décennies étant fondamentalement différentes de celles diffusées à partir de l'affiliation au réseau NPR et la professionnalisation du personnel à l'antenne. La station WFUV des premières décennies était animée par des étudiants, pour des étudiants ; sa programmation, éclectique et à vocation éducative, était composée de fictions, de cours, d'émission de débats, de retransmissions de rencontres sportives étudiantes. Elle a servi de tremplin à un certain nombre de ses étudiants - parmi lesquels Vin Scully, Michael Kay - dans le monde professionnel de la radio et de la télévision. 
L'affiliation de la station, à la fin des années 1980, au réseau de radiodiffusion public NPR, si elle a sécurisé les finances de la station, a professionnalisé celle-ci, les critères requis au financement fédéral étant l'embauche de personnel professionnel à plein temps. La volonté d'élargir l'audience de la station - couronnée de succès - a, progressivement, fait disparaître les programmes spécifiquement étudiants, au profit de programmes animés par des professionnels, ou de programmes proposés par le réseau de radiodiffusion NPR.

### Programmation actuelle
La station produit un certain nombre de ses programmes et diffuse des émissions de NPR, réseau de service public auquel elle est affiliée. La station est notamment le diffuseur, sur New York et son agglomération, de l'émission musicale World Cafe.
La programmation de la station comprend : 
- The Alternate Side, émission musicale quotidienne animée par Russ Borris et diffusée en soirée[14] ;
- The Big Broadcast, émission dominicale autour de la musique américaine des années 1920 et 1930, animée depuis les années 1970 par Rich Conaty[15].